# 速水螺旋人
速水 螺旋人（はやみ らせんじん、1971年11月30日 - ）は、日本の漫画家、イラストレーター。男性。京都府出身。ミリタリー、ソビエト連邦およびロシア、SF、テーブルトークRPG、ボードゲーム、クライムアクションなどを題材とした作品を制作。同人誌はサークル「ボストーク通信社」で個人執筆。

## 作品リスト

### 書籍
- 『速水螺旋人の馬車馬大作戦』 イカロス出版、2008年
  - 『速水螺旋人の馬車馬大作戦 bis』 イカロス出版、2015年 - 上記に『MC☆あくしず』への単発寄稿などを収録の上で「赤本」「黒本」の2巻組として再刊
- 『オープンダイス・キングダム』  冒険支援株式会社、2009年 - 『迷宮キングダム』を題材としたコミック
- 『螺旋人リアリズム』 イカロス出版、2010年 - ポケット画集
- 『靴ずれ戦線 -魔女ワーシェンカの戦争-』 徳間書店、2011年 - 2013年、全2巻
  - 『靴ずれ戦線 ペレストロイカ』 徳間書店、2019年、全2巻 - 上記に未収録短編などを加えた再構築版
- 『大砲とスタンプ』 講談社、2011年 - 2020年、全9巻
- 『スパイの歩き方』 芳文社、2015年 - 『スパイの歩き方〜好ましからざる人物〜』『好ましからざるひとびと スパイの歩き方外伝』を収録
- 『螺旋人同時上映 速水螺旋人短編集』 講談社、2015年 - 『螺旋人アンソロジー』のシリーズ名で発表されたオムニバス作品集
- 『螺旋人モダニズム』 ジャイブ、2016年 - ポケット画集
- 『男爵にふさわしい銀河旅行』 新潮社、2017年 - 2021年、全3巻
- 『いまさらですがソ連邦』 三才ブックス、2018年 - 津久田重吾と共著
- 『ワルプルギス実行委員実行する 速水螺旋人作品集』 白泉社〈楽園コミックス〉、2021年12月[3]
- 『戦争は女の顔をしていない』KADOKAWA - 監修
- 『スターリングラードの凶賊』 白泉社〈楽園コミックス〉、2023年 - 2025年、全2巻
- 『主君と旅する幾つかの心得』白泉社〈楽園コミックス〉、既刊1巻（『楽園 Le Paradis』2022年冬のWeb増刊[4]）
  1. 2024年9月30日発売[5][6]、ISBN 978-4-592-71246-6
- 『同志少女よ、敵を撃て』原作：逢坂冬馬、漫画：鎌谷悠希、早川書房、2024年[7] - 連載中、既刊1巻

### 単行本未収録
- 西暦2万年の刑事（『コミックバンチKai』2024年9月6日[8]）

### 単行本イラスト
- 田村尚也 『フランス軍入門』 イカロス出版、2008年 - ミリタリー解説本
- 森瀬繚 『シャーロック・ホームズ・イレギュラーズ～未公表事件カタログ～』 エンターブレイン、2008年 - ホームズ・パスティーシュ作品のカタログ本
- 富永浩史 『小説馬車馬戦記 ディエンビエンフー大作戦』 イカロス出版、2009年 - 『速水螺旋人の馬車馬大作戦』を題材とした小説
- 藤浪智之 『ミラクル・タイム・アドベンチャー』 ポプラ社、2013年、全3巻 - 児童向けゲームブック
- 小泉悠 『徹底抗戦都市モスクワ 戦い続ける街を行く!』 ホビージャパン、2018年 - ミリタリー解説本
- 吉田親司 『作家で億は稼げません』 エムディエヌコーポレーション、2021年 - エッセイ本の表紙

### ゲーム
- サタスペ - テーブルトークRPG。共著者、イラスト
- 迷宮キングダム - テーブルトークRPG。世界設定、イラスト
- タンクライフRPG ダークブレイズ - テーブルトークRPG。イラスト
- クレムリン (ボードゲーム)（英語版） - ボードゲーム（日本語版）。イラスト
- BloodOpera 《赤》き聖餐よ、我らを誘え - メイルゲーム。イラスト
- 運命準備委員会 Sommerbrautは寂かに告げる - メイルゲーム。イラスト
- KINGS ペリュトーンの剣 - メイルゲーム。イラスト
- どらごにっく★あわー 竜を退治するだけの簡単なお仕事です - メイルゲーム。イラスト
- モンスター・コレクション - カードゲーム。イラスト
- ばるば★ろっさ - カードゲーム。イラスト
- 秘神大作戦 - エンターブレインのＴＲＰＧ。操神（巨大ロボット）デザイン担当。
- SEVEN BRIDGE - ライアーソフトのアダルトゲーム。列車デザイン

#### TRPGリプレイのプレイヤー
- サタスペ - エルヴィス弗箱、三文判ビンタ
- 迷宮キングダム - 「落下ダメージの」テトリス
- ご近所メルヒェンRPG ピーカーブー - 草薙翔（ショウ）
- シノビガミ - ビル風あばん
- シノビガミ乱 不帰城 - 千利休
- シノビガミ怪 冥王裁判 - スクリーミング・ミーミー
- シノビガミ龍 龍動忍法帖 - バロン・バーソロミュー・バスカヴィル
- シノビガミ悪 七人の悪魔忍者 -
- 駅前魔法学園!! - 船場山無鉄砲
- マギカロギア - 呉八戒
- 艦これRPG - 響

### 雑誌
- 『月刊COMICリュウ』 徳間書店 - 『靴ずれ戦線』を連載 (2013年2月号にて連載終了)
- 『Role & Roll』 新紀元社
- 『アームズマガジン』 ホビージャパン
- 『コマンドマガジン日本版』、『RPGamer』 国際通信社
- 『MC☆あくしず』 イカロス出版
- 『月刊モーニングtwo』講談社 - 『大砲とスタンプ』を連載
- 『イブニング』 講談社 - 『螺旋人アンソロジー』（「代書屋レオフリクの,（コンマ）」「聖女の砲声」「ラクーンドッグ・フリート」「ドクトルとドラゴン」など）を不定期掲載
- 『まんがタイムファミリー』芳文社 - 『スパイの歩き方〜好ましからざる人物〜』→『好ましからざるひとびと スパイの歩き方外伝』を連載 (2014年11月号にて連載終了)
- 『月刊コミック@バンチ』 新潮社 - 『男爵にふさわしい銀河旅行』を連載、2015年7月号別冊付録『いただきますバンチ』に、読切漫画『Recipe』を掲載
- 『月刊アクション』 双葉社 - 2017年9月号 - 10月号に『シベリアの魔弾』前後編を掲載

### アニメーション
- 天元突破グレンラガン - 銃器設定
- プリンセス・プリンシパル - 設定協力